# Гайленд (порода корів)

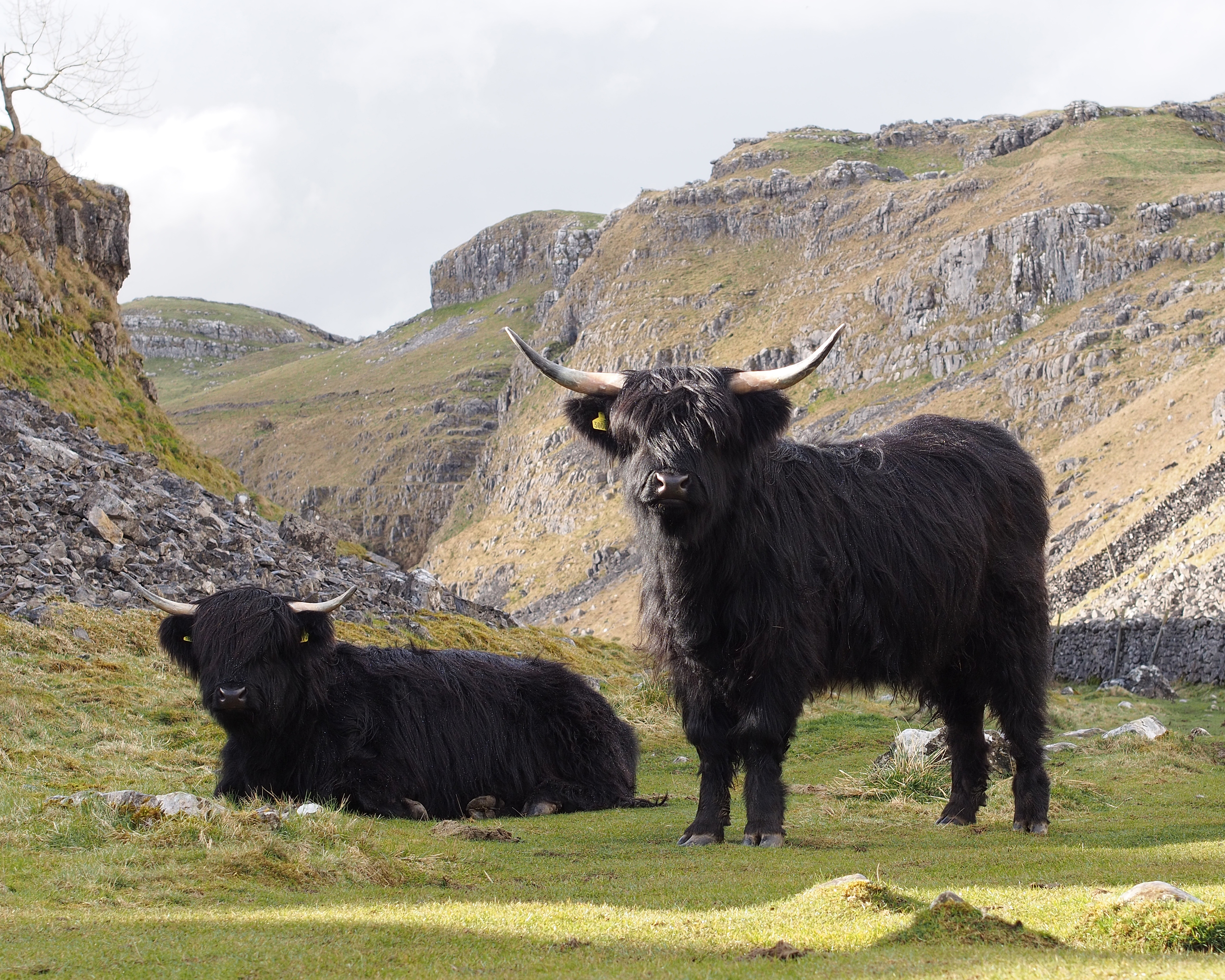
З чорної шерстю

Гайленд, Гайлендська порода (англ. Highland cattle, шотл. гел. Bò Ghàidhealach, шотл. kyloe) — шотландська порода корів, які мають довгі роги і довгу хвилясту шерсть різного забарвлення: чорну, плямисту, червону, жовту або булану. Розводять в першу чергу для м'яса.

## Порода
Порода була виведена в Шотландії на Північно-Шотландському нагір'ї і Зовнішніх Гебридських островах. Племінне поголів'я з початку ХХ століття експортувалося по цілому світу, особливо в Австралію і Північну Америку. Породу виводили з двох наборів поголів'я — одне початково чорне (на островах), а інше червонувате (на нагір'ї). Хоча починаючи з кінця 1800-х років існує кілька забарвлень, більшість з них обумовлено алелями в гені MC1R (локус E) і гені  PMEL  або  SILV  (локус D).
Гайленд відома як витривала порода через сувору природу рідного Шотландського високогір'я з великою кількістю опадів і дуже сильними вітрами. Гайленд успішно влаштувалися в багатьох країнах з помірним кліматом, наприклад в Центральній Європі, і в тих країнах, де зими бувають істотно холодніше, ніж в Шотландії, наприклад, в Канаді. Їх шерсть вважається довшою, ніж у будь-який інших порід корів, і дає захист під час холодних зим. Їх здатність пошуку їжі дозволяє їм виживати в крутих гірських районах. Вони обскубують і їдять навіть ті рослини, які уникають багато інших корів.
Довгий чубчик захищає очі від дощу і снігу і допомагає запобігти очним інфекціям, які поширюються комахами. Шерсть складається з двох шарів — довгого грубого зовнішнього волосся і м'якого внутрішнього підшерстя, завдяки якому відпадає необхідність у товстому шарі підшкірного жиру, що виконує теплоізоляційну функцію. Крім того, густа тепла шерсть тварин дозволяє особливо не піклуватися про дорогі корівники і укриттях на пасовищах.

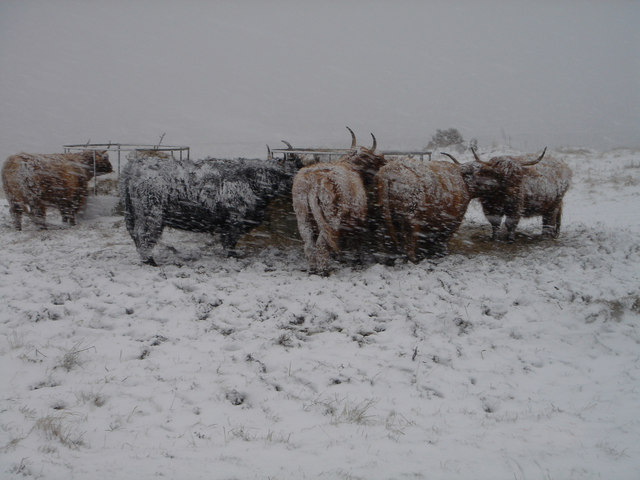
Шерсть у цієї породи дає захист під час холодних зим

У 2013 році заради експерименту кілька корів цієї породи були для розведення привезені в берлінський ландшафтний парк Герцберг з ініціативи існуючого з 1990 року аграрного об'єднання (нім. Agrarbörse Deutschland Ost eV).
Цю породу показують і в зоопарках поруч з іншими екзотичними тваринами. Наприклад, в Ялтинському, Київському, Харківському зоопарках, в Woodland Park Zoo, High Park Zoo, Dakota Zoo. У королеви Великої Британії є власне стадо Гайлендської породи розміром близько 100 голів на пасовищах в замку Балморал.